# Hans Heinrich von Katte
Hans Heinrich Graf von Katte (* 16. Oktober 1681 in Wust; † 31. Mai 1741 in Reckahn) war ein preußischer Generalfeldmarschall.

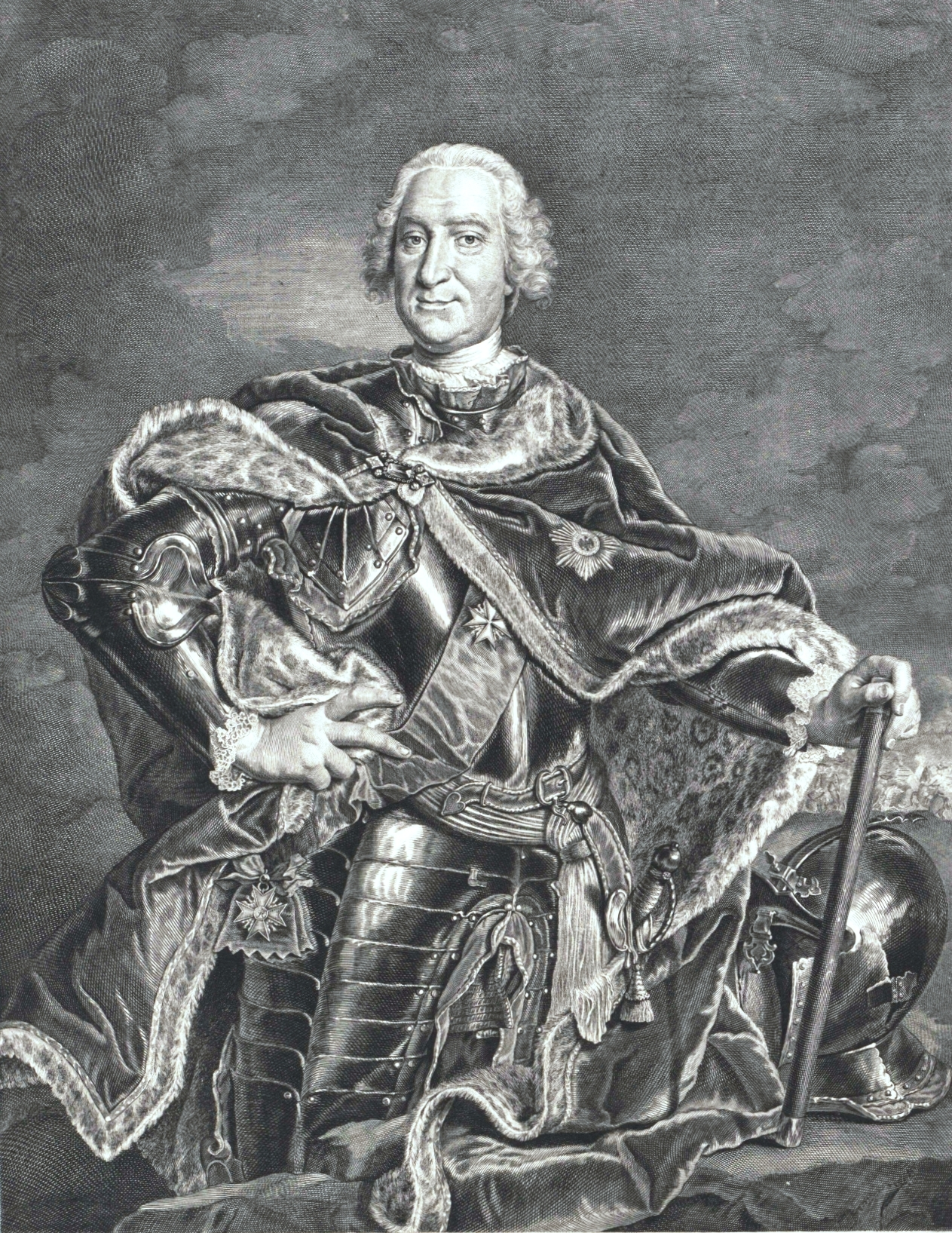
Hans Heinrich von Katte

## Leben
Hans Heinrich war der Sohn des sachsen-coburgischen Hofmarschalls Hans von Katte (* 16. Juni 1633; † 24. Januar 1684), Herr auf Wust, Scharlibbe, Kamern und Mahlitz, Landrat und Amtshauptmann zu Jerichow, und dessen Ehefrau Eva Auguste, geborene von Stammern (* 14. Januar 1645; † 26. Januar 1684).
Katte diente zunächst in Sachsen-Gotha, wo er 1703 Major wurde und am Spanischen Erbfolgekrieg teilnahm. Während des Krieges trat er am 16. Januar 1705 als Oberstleutnant und Generaladjutant König Friedrichs I. in preußische Dienste. Bereits am 28. Juli 1705 beförderte ihn der König zum Oberst und ernannte ihn im folgenden Jahr am 1. April zum Chef des Kürassierregiments „von Canstein“. Mit diesem kämpfte er 1706 bei Ramillies, 1708 bei Oudenaarde und 1709 bei Malplaquet. Auch konnte er sich 1715/16 während des Pommernfeldzuges bei der Belagerung von Stralsund besonders auszeichnen. Am 6. Juli 1718 wurde er Generalmajor.
Seinen ererbten Besitz in Wust ließ Katte ausbauen. 1706/07 entstand die Ostgruft an der Kirche in Wust und 1726/27 das dortige Herrenhaus. Die Patronatsrechte für die Dorfkirchen in Wust, Melkow und Sydow erwarb er 1726. König Friedrich Wilhelm I. nahm Katte 1728 in den Johanniterorden auf.
Ein tragisches Ereignis im Leben Kattes war die Hinrichtung seines Sohnes Hans Hermann von Katte am 6. November 1730. Die Verurteilung geschah auf Veranlassung  des Königs Friedrich Wilhelm I., wegen Unterstützung des Fluchtversuchs des Kronprinzen Friedrich im August 1730 und vorangegangener Konspiration mit Gesandten fremder Mächte. Der König begründete sein hartes Urteil, welches er bedauere, mit der Notwendigkeit, „es wäre beßer, daß er stürbe als daß die Justiz aus der Welt käme.“ An Hans Heinrich Katte schrieb er: „Sein Sohn ist ein Schurke, meiner auch, also was können die Vaters davor?“
Friedrich Wilhelm verlieh Katte am 29. Juli 1731 die höchste Auszeichnung in Preußen, den Schwarzen Adlerorden. Später erhielt er vom König mehrere große Kommandos bei Kavallerieübungen und einige besondere Aufträge. Am 5. Juli 1731 beförderte Friedrich Wilhelm ihn zum Generalleutnant und am 17. Juli 1736 zum General der Kavallerie. In den Jahren 1734 bis 1736 war Katte Gouverneur von Kolberg.
Vier Wochen nach seiner Thronbesteigung ernannte König Friedrich II. Katte im Juni 1740 zum Generalfeldmarschall und erhob ihn im August mit seiner Familie in den Grafenstand. Da seine Söhne ohne Nachkommen verstarben, endete die gräfliche Linie bereits nach acht Jahren.
Katte verstarb 1741 im Feldlager in Reckahn und wurde in der Ostgruft in Wust beigesetzt.

## Familie
Hans Heinrich von Kattes Schwester Sophie Dorothea, eine verheiratete Bismarck-Schönhausen, war eine Vorfahrin des Reichskanzlers Fürst Otto von Bismarck.
Katte war zweimal verheiratet. Seine erste Frau war Dorothea Sophie Reichsgräfin von Wartensleben (* 13. November 1684; † 5. November 1706 in Brüssel), Tochter des Feldmarschalls Alexander Hermann Reichsgraf von Wartensleben. Das Paar hatte folgende Kinder:
- Hans Hermann (* 28. Februar 1704 in Berlin; † 6. November 1730 in Küstrin), der unglückliche Freund des Kronprinzen Friedrich
- Luise Charlotte (* 30. November 1705 in Wust; † 14. Januar 1706 ebenda)
- Sophie Henriette  (* 5. Oktober 1706 in Brüssel; † 11. Dezember 1759) ⚭ Friedrich Wilhelm von Rochow (1689–1759), preußischer Generalleutnant

Seine zweite Frau war Katharina Elisabeth von Bredow (* 11. April 1696; † 18. Juli 1756). Das Paar hatte folgende Kinder:
- Elisabeth Katharina (* 4. Februar 1714 in Wust) ⚭ Johann Gebhard von Winterfeld (1704–1778)
- Luise Charlotte (1718–1789) ⚭ Karl Ludolf von Bismarck (* 13. Februar 1700; † 17. September 1760)
- Friedrich Wilhelm Ludewig (* 6. Januar 1721; † 27. Juni 1748), Ritter[2] des Johanniterordens, Rittmeister und Kompaniechef im Kürassierregiment „von Bornstedt“
- Friedrich Albrecht Wilhelm (* 24. November 1725; † 14. Oktober 1748), Stabsrittmeister im Kürassierregiment „von Bornstedt“;
beide Söhne starben infolge eines Duells, das sie am 27. Juni 1748 um ein und dieselbe Dame ausgetragen hatten.

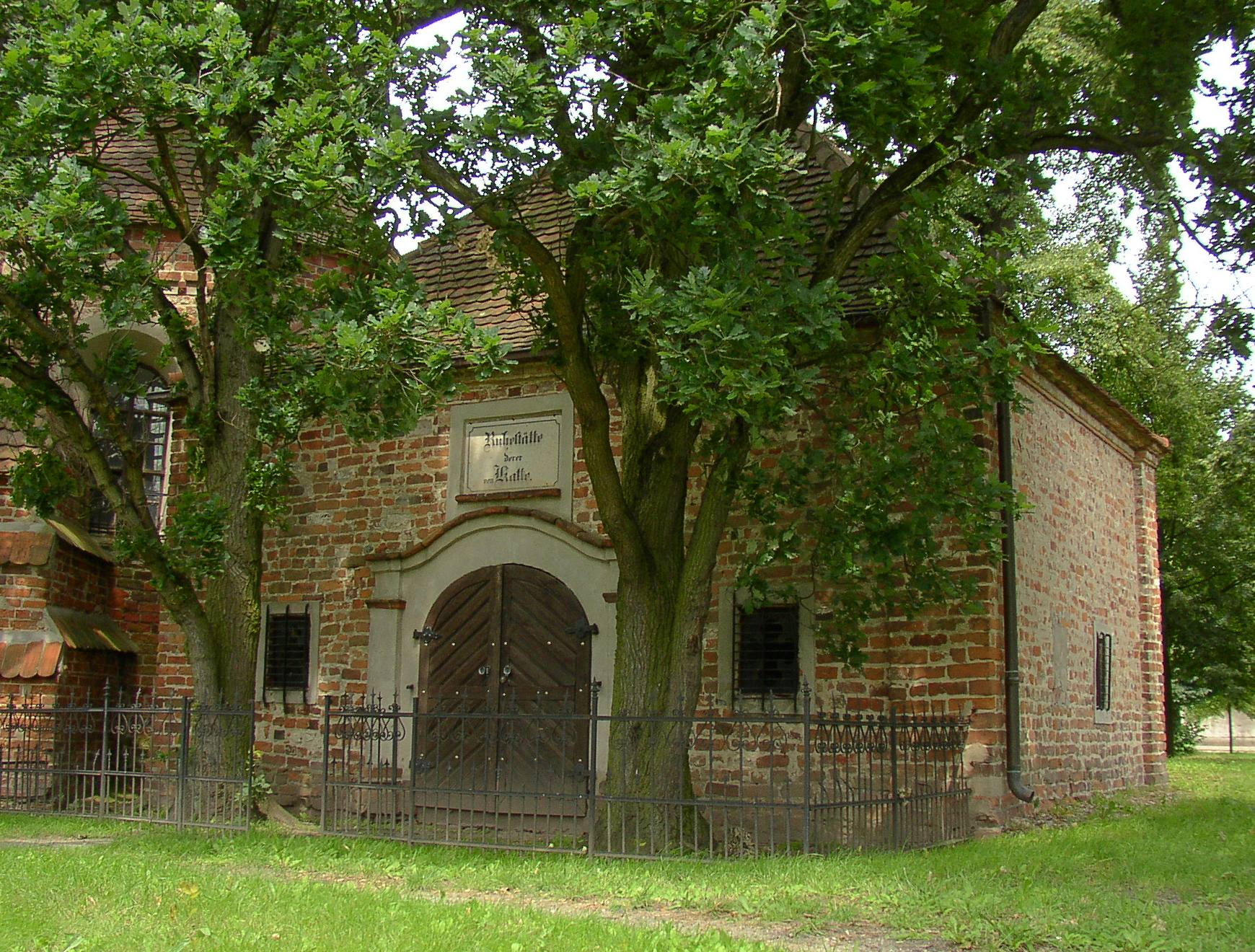
Ostgruft in Wust
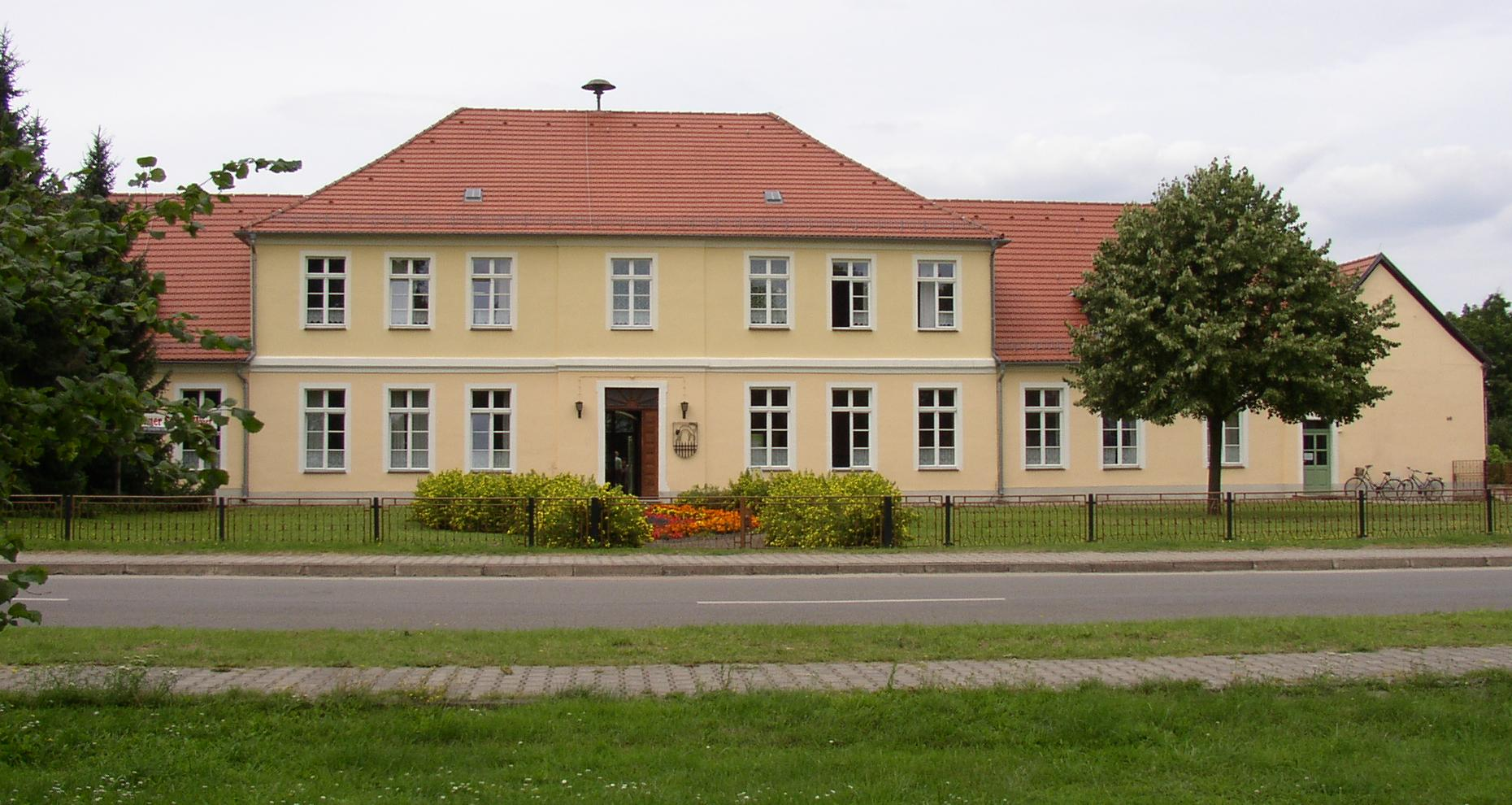
Herrenhaus